# تاريخ تايلاند (1973–2001)
شهد تاريخ تايلاند من العام 1973 حتى العام 2001 فترة متزعزعة من الديمقراطية، إذ أُعيد فرض الحكم العسكري بعد ثورة دموية قامت عام 1976. (كان قد أُطيح بالحكام العسكريين السابقين نتيجة لثورة 14 أكتوبر من عام 1973).
حكم رئيس الوزراء بريم تينسولانوندا تايلاند لمعظم ثمانينيات القرن العشرين، زعيم ميال للديمقراطية رمّم السياسات البرلمانية. بقيت البلاد بعدها ديمقراطية باستثناء فترة وجيزة من الحكم العسكري من عام 1991 حتى عام 1992.

## ثورة عام 1973

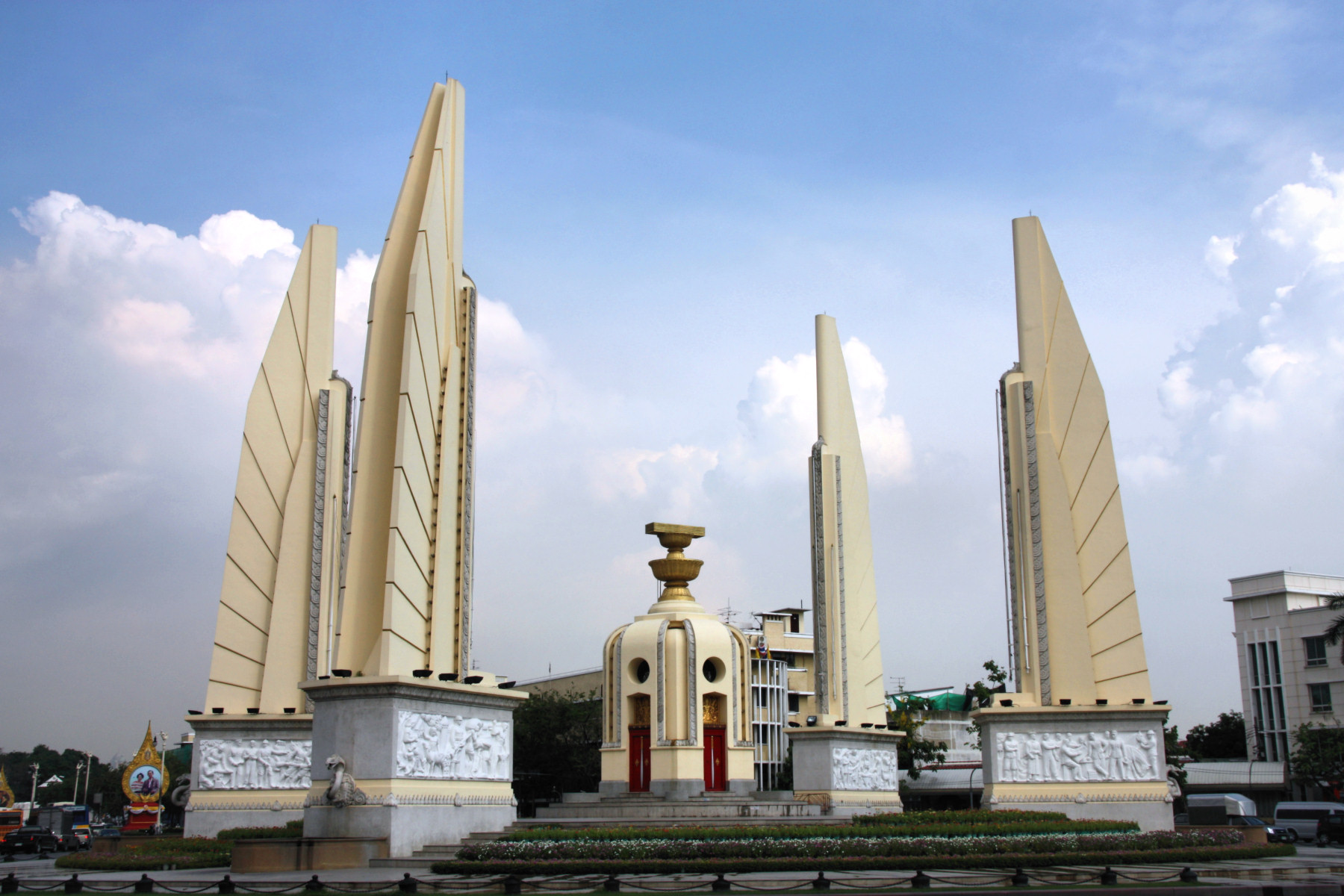
نصب الديمقراطية في بانكوك الذي بني عام 1940 تخليدًا لانتهاء نظام الحكم الملكي الاستبدادي عام 1932. ومنذ حينها شهدت هذه المنطقة مظاهرات شعبية حاشدة خلال أعوام 1973 و1976 و1992 و2010.

تصعدت أحداث أكتوبر من عام 1973 لتبلغ ثورة في السياسات التايلندية. لأول مرة، تحدّت الطبقة الوسطى المدنية بقيادة الطلاب المجلس العسكري الحاكم، وحازت على مباركة بادية من الملك في سبيل التحول إلى الديمقراطية. أُجبر قادة المجلس العسكري على التنحي؛ والتجأوا إما إلى الولايات المتحدة إو إلى تايوان.
لم تكن تايلاند، مع ذلك، قد أنتجت طبقة سياسية قادرة على تطبيق هذه الديمراطية الجديدة الجريئة بسلاسة بعد. فشلت انتخابات عام 1975 في تخليق أغلبية حزبية مستقرة، وأسفرت الانتخابات الحديثة في أبريل من عام 1976 عن النتيجة نفسها. تناوب السياسي المحنك سيني براموج وأخوه كوركيت براموج على السلطة، لكن لم يستطيعا تنفيذ برنامج إصلاح متماسك. أدت الزيادة الحادة في أسعار النفط عام 1974 إلى انكماش وتضخم اقتصاديين، أضعفا موقف الحكومة. الخطوة الأكثر شعبية للحكومة الديمقراطية كانت ضمان انسحاب القوات الأميركية من تايلاند. ازداد نشاط التمرد الشيوعي بقيادة الحزب الشيوعي التايلندي تدريجيًا في الريف، وتحالف مع مثقفي المدن والطلاب.
سقطت فيتنام الجنوبية، ولاوس، وكمبوديا في قبضة القوات الشيوعية في عام 1975. سرعان ما قاد خطر الشيوعيين في دول الجوار إلى الهلع بين الناس. تأرجح الرأي العام في تايلاند جهة اليمين نتيجة وصول الأنظمة الشيوعية إلى حدود البلاد، وإلغاء مُلكية عائلة لو البالغة من العمر 600 عام، ووصول سيل من اللاجئين من لاوس وكمبوديا، وتحقيق المحافظين نتيجة أفضل بكثير في انتخابات العام 1976 مما حققوه في العام 1975.

## العودة إلى الحكم العسكري
بحلول نهاية العام 1976، أشاحت الطبقة الوسطى المعتدلة نظرها عن نشاطية الطلاب، الذين تزايد توجههم ناحية اليسار. بدأ الجيش وأحزاب اليمين حربًا إعلامية ضد الليبرالية الطلابية باتهام النشطاء من الطلاب بكونهم «شيوعيين» وقُتل العديد من هؤلاء الطلاب على يد منظمات رسمية شبه عسكرية مثل كشافة القرى والثيران الحُمر. بلغ السيل الزبى في أكتوبر وقتما عاد ثانوم إلى تايلاند ليدخل ديرًا ملكيًا اسمه وات بوفورن.
أصبح التوتر بين العمال وأصحاب المصانع شديدًا، وتزايد نشاط حركة الحقوق المدنية بعد عام 1973. لاقى كل من الفكر الاشتراكي واليساري رواجًا بين المثقفين والطبقة العاملة. أصبح الجو السياسي أكثر توترًا. وُجد عمال مشنوقين في ناخون باتوم بعد تظاهرهم ضد مالك مصنع. انتشرت نسخة تايلندية من المكارثية المعادية للشيوعية على نطاق واسع. وكان من الممكن اتهام أي شخص يظهر احتجاجًا بكونه طرف في المؤامرة الشيوعية.
في عام 1976، احتل المتظاهرون من الطلاب حرم جامعة تاماسات وبدأوا مظاهرات إثر الموت العنيف الذي أحاق بالعمال وعلقوا محاكاة صورية لجثث الضحايا، زُعم أن أحدها كان يحمل شبهًا لولي العهد. نشرت بعض الصحف في اليوم التالي، من بينها صحيفة بانكوك بوست، نسخة معدلة عن صورة للحدث، توحي أن المتظاهرين قد ارتبكوا انتهاكًا لحرمة الذات الملكية. أدان رموز يمينيون ومحافظون متطرفون مثل ساماك سوندارافيج المتظاهرين، محرضين على استخدام أساليب عنيفة لقمعهم، الأمر الذي بلغ ذروته في مجزرة السادس من أكتوبر من عام 1976. حينما أطلق الجيش المؤسسات شبه العسكرية وتبع ذلك عنف همجي قُتل على إثره الكثير.
في العشية نفسها، نظم المجلس العسكري انقلابًا أعلن نهاية الحكومة الائتلافية بقيادة الحزب الديمقراطي. قلد الجيش تانين كرافيكسين، وهو محافظ متطرف كان قاضيًا فيما سبق، منصب رئيس الوزراء، وشن حملة تطهير شاملة للجامعات، ووسائل الإعلام والخدمة المدنية. فر آلاف من الطلاب والمثقفين واليساريين من بانكوك والتجأوا إلى قوات الحزب الشيوعي المتمردة في الشمال والشمال الشرقي، التي تعمل من قواعد آمنة في لاوس. نُفي آخرون من بينهم الطبيب بوي أنغباكورن، عالم اقتصادي مرموق ورئيس جامعة تاماسات. كان الاقتصاد يواجه عراقيل خطيرة أيضًا، جزء لا يستهان به منها نتيجة سياسات ثانين، التي أفزعت المستثمرين الأجانب.
ثبُت أن النظام الجديد ليس مستقرًا بالقدر الذي كانت عليه التجربة الديمقراطية. في أكتوبر من عام 1977، نظم قسم آخر من الجيش «انقلابًا» آخر واستبدل بثانين الجنرال كرانجاساك تشومانان. في عام 1978، عرضت الحكومة إعفاءً على الشيوعيين التايلنديين المستعدين «للعمل معنا في سبيل بناء أمة ميمونة». واشتمل العرض على الإسكان ولم الشمل العائلي والحماية.
بحلول هذا الوقت، كان على القوات التايلندية التعامل مع الوضع الناتج عن الغزو الفيتنامي لكمبوديا. حدث تدفق لاجئين آخر، وعبرت كل من القوات الفيتنامية وقوات الخمير الحمر بصورة دورية إلى الأرض التايلندية، ما أثار اشتباكات على طول الحدود. كسبت زيارة إلى بكين في العام 1979 موافقة دينغ شياو بينج على وقف دعم الحركة الشيوعية التايلندية؛ مقابل أن توافق السلطات التايلندية على منح قوات الخمير الحمر الهاربة ناحية الغرب عقب غزو كمبوديا ملاذًا آمنًا. قلص كشف جرائم قوات الخمير الحمر المهزومة جاذبية الشيوعية عند العامة التايلندية بشدة أيضًا. سرعان ما أصبح موقف كرانجاساك بصفة رئيس وزراء واهيًا وأُجبر على التنحي في فبراير من عام 1980 في وقت ملؤه المشكلات الاقتصادية. خلف كرانجاساك القائد العام للجيش الجنرال بريم تينسولانوندا، وهو موالٍ مخلص للملكية مشهور بيقظة ضميره.

### الغارات الفيتنامية
بين عامي 1979 و1988، شنت قوات الاحتلال الفيتنامية في كمبوديا غارات ضمن الأراضي التايلندية، زاعمين البحث عن مقاتلي عصابات متمردين ادعوا أنهم مختبئون في مخيمات لاجئين (حيث استقر العديد من اللاجئين اللاوسيين والفيتناميين). استمرت المناوشات المتقطعة على طول الحدود من عام 1985 حتى عام 1988، إذ أن الجنود الفيتناميين كانو يعبرون الحدود في غارات بصورة دورية للقضاء على مخيمات الخمير الحمر الحدودية في تايلاند، التي كانت إلى جانب الصين واحدة من أكبر داعمي مقاومة الخمير الحمر. في بعض الأوقات، كان يقود هذا إلى اقتتال مباشر مع الجيش التايلندي الملكي، ما كان يُعيد الدخلاء من حيث أتوا.